# Zygmunt Pawlas
Zygmunt Pawlas (* 28. Oktober 1930 in Jasienica; † 20. Juni 2001 in Katowice) war ein polnischer Säbelfechter.

## Erfolge
Zygmunt Pawlas wurde 1954 in Luxemburg mit der Mannschaft Vizeweltmeister. Darüber hinaus gewann er mit ihr 1953 in Brüssel, 1957 in Paris und 1958 in Philadelphia jeweils Bronze. Er nahm an zwei Olympischen Spielen teil: 1952 belegte er in Helsinki im Mannschaftswettbewerb den fünften Rang. Bei den Olympischen Spielen 1956 erreichte er in Melbourne mit der Mannschaft die Finalrunde, in der sie sich lediglich Ungarn geschlagen geben musste und den zweiten Platz belegte. Gemeinsam mit Marek Kuszewski, Andrzej Piątkowski, Jerzy Pawłowski, Wojciech Zabłocki und Ryszard Zub gewann Pawlas damit die Silbermedaille.
Er war verheiratet mit der olympischen Fechterin Elżbieta Pawlas.